# Internacional Sindical Roja

Logo de la Profintern

La Internacional Sindical Roja (ISR), también conocida por su acrónimo en ruso Profintern (Профинтерн, contracción de Красный интернационал профсоюзов, transliterado como Krasny internatsional profsoyúzov), fue una federación sindical internacional que funcionó entre 1921-1937. Sus propósitos eran coordinar y organizar la labor sindical del movimiento comunista internacional expresado a través del Comintern. Además de contrarrestar la influencia de la socialdemócrata Federación Sindical Internacional.
La iniciativa de su creación fue a partir de una Comisión nombrada para tal efecto por el III Congreso de la Internacional Comunista. Siendo creada en primer Congreso Constituyente el 3 de julio de 1921 en Moscú. Su Secretariado estuvo conformado por el español Andrés Nin y los rusos Mijaíl Tomski y Solomón Lozovski (Secretario General 1921-1937).
Inicialmente buscó la hegemonía de las organizaciones sindicales frente a los socialdemócratas o en su defecto crear organizaciones paralelas en alianza brevemente con los movimientos anarcosindicalistas. Estos últimos posteriormente se desvinculan de la Profintern. Con ello se transforma en los hechos en el aparato sindical del Comintern. Su funcionamiento también se extendió fuera de Europa, de preferencia a América y Asia, formándose por ejemplo la Confederación Sindical Latinoamericana.
Disuelta en 1937 por decisión del Comintern como parte de su política de frentes populares y una forma de eliminar un obstáculo a la acción conjunta con los sindicatos de simpatía socialdemócrata.

## Congresos
La Internacional Sindical Roja realizó los siguientes congresos:
| Congreso     | Fecha             | Lugar |
| ------------ | ----------------- | ----- |
| I Congreso   | julio de 1921     | Moscú |
| II Congreso  | noviembre de 1922 | Moscú |
| III Congreso | julio de 1923     | Moscú |
| IV Congreso  | marzo de 1928     | Moscú |
| V Congreso   | 1930              | Moscú |